# Теория общественного выбора
Теория общественного выбора (англ. public choice theory) — раздел экономической теории, изучающий различные способы и методы, посредством которых люди используют государственные учреждения в своих собственных интересах.

## Определение
Теория общественного выбора — один из разделов экономической теории, изучающий различные способы и методы, посредством которых люди используют правительственные учреждения в своих собственных интересах.

## История
До возникновения теории общественного выбора в 1960-х годах, множество экономистов было вовлечено в поиск оптимальной государственной политики в определенных условиях. Например, они искали пути снижения безработицы, сдерживания инфляции, развития национальной обороны при минимальных затратах, занимались оптимизацией дорожного строительства. Делали они это без учёта того, является ли правительство страны автократическим или демократическим, они делали допущение о благожелательности государства, то есть рассматривали государство принимающим лучшую политику из всех возможных и честно её реализующим.

## Теория общественного выбора. Понятие и методология анализа
Теория общественного выбора опирается на три основные предпосылки:
- Индивидуализм: люди действуют в политической сфере, преследуя свои личные интересы и нет грани между бизнесом и политикой.
- Концепция «экономического человека». Его поведение рационально. Рациональность индивида имеет в данной теории универсальное значение. Это означает, что все — от избирателей до президента — руководствуются в своей деятельности экономическим принципом: сравнивают предельные выгоды и предельные издержки.
- Трактовка политики как процесса обмена. Если на рынке люди меняют яблоки на апельсины, то в политике платят налоги в обмен на общественные блага. Этот обмен не очень рационален. Обычно налогоплательщики одни, а блага за счёт налогов получают другие.

Сторонники этой теории рассматривают политический рынок по аналогии с товарным. Государство — это арена конкуренции людей за влияние на принятие решений, за доступ к распределению ресурсов, за места на иерархической лестнице. Но государство — это рынок особого рода. Его участники имеют необычные права собственности: избиратели могут выбирать представителей в высшие органы государства, депутаты — принимать законы, чиновники — следить за их исполнением. Избиратели и политики трактуются как индивиды, обменивающиеся голосами и предвыборными обещаниями.
Сторонники теории общественного выбора показали, что нельзя полагаться на результаты голосования, поскольку они в немалой степени зависят от конкретного регламента принятия решений. Парадокс голосования (Парадокс Кондорсе) — это противоречие, возникающее вследствие того, что голосование на основе принципа большинства не обеспечивает выявления действительных предпочтений общества относительно экономических благ.
Для разрешения этого парадокса существует несколько приемов: лоббизм, логроллинг. Способы влияния на представителей власти неполитическим субъектом с целью принятия выгодного для ограниченной группы избирателей политического решения называют лоббизмом.
Практика взаимной поддержки депутатов путём «торговли голосами» называется логроллингом . Классической формой логроллинга является «бочонок с салом» — закон, включающий набор небольших локальных проектов. Чтобы получить одобрение, к общенациональному закону добавляется целый пакет разнообразных, нередко слабо связанных с основным законом предложений, в принятии которых заинтересованы различные группы депутатов. Чтобы обеспечить его прохождение (принятие), к нему добавляют всё новые и новые предложения («сало»), пока не будет достигнута уверенность в том, что закон получит одобрение большинства депутатов. Это таит в себе опасность для демократии, так как принципиально важные решения могут быть «куплены» предоставлением частичных налоговых льгот и удовлетворением ограниченных местных интересов.
Государственные деятели думают о том, как обеспечить успех на выборах, получить голоса избирателей. При этом они наращивают государственные расходы, стимулируя тем самым инфляцию. В свою очередь, это ведёт к усилению жесткого регулирования, государственного контроля, раздуванию бюрократического аппарата. В итоге правительство концентрирует в своих руках всё большую власть, а экономика оказывается в проигрыше.
Существуют экономические предпосылки принятия неэффективных решений: недобросовестность чиновников, отсутствие ответственности, сокрытие информации, её искажение. А это порождает негативное отношение избирателей к правительственным решениям, распоряжениям, документам, законам.
Концепция Бьюкенена предполагает реформирование существующей системы. В рамках «политического обмена» выделяются два уровня общественного выбора. Первый уровень — разработка правил и процедур политической игры. Например, правил, регламентирующих способы финансирования бюджета, одобрения государственных законов, систем налогообложения. Среди них могут быть различные правила: принцип единодушия, квалифицированного большинства, правило простого большинства и т.п. Это позволит находить согласованные решения. Совокупность предлагаемых правил, норм поведения, процедур Бьюкенен именует «конституцией экономической политики». Второй уровень — практическая деятельность государства и его органов на основе принятых правил и процедур.
Критерием справедливости и эффективности политической системы должно послужить распространение правил экономической игры на политический процесс. Приемники теории общественного выбора не отрицают роли государства. По их мнению, оно должно выполнять защитительные функции и не брать на себя функции участия в производственной деятельности. Выдвигается принцип защиты порядка без вмешательства в экономику. Блага общественного пользования предлагается преобразовать в товары и услуги, продаваемые на рынке. Люди и фирмы заключают сделки, осуществляют контракты с взаимной выгодой без регламентации со стороны государства.
Профессиональные экономисты демократических стран сегодня не столь наивны. Они понимают, что политические решения в их странах принимаются через процедуру коллективного выбора, в которой эффективность часто является лишь вторичной целью её участников. Политические решения принимаются избранными политиками и частично назначенными ими представителями исполнительной власти. Политическое же и экономическое будущее этих политиков зависит от того, насколько они смогут удовлетворить интересы независимых избирателей, групп специальных интересов и политических партий. Современные экономисты также знают, что даже если их рекомендации честно переходят в законы, бюрократы, ответственные за реализацию этих законов, обычно думают в большей степени о своих частных интересах, чем о тщательном выполнении положений, заключенных в законы.
Помимо экономистов важность изучения процедуры принятия политических решений в условиях демократии осознали и политологи, которые, объединившись с первыми, создали в конце 1960-х в США общество ученых, занятых изучением общественного выбора (Public Choice Society).
Занятые изучением общественного выбора учёные рассматривают государство как созданное людьми с целью достижения через него своих собственных целей, то есть как инструмент. Однако основным отличием государства от обычного инструмента является то, что ни один индивидуум не может управляться с ним в одиночку, для того чтобы направить государство на выполнение индивидуальных целей, необходимо, чтобы было осуществлена процедура коллективного принятия решений. Каждый член коллектива преследует собственные цели, которые могут сильно различаться у разных индивидуумов. Представители теории общественного выбора пытаются понять природу взаимодействия, выливающегося в коллективное принятие решений, основными же объектами исследования являются коллектив, политики и бюрократы, нанятые для реализации принятого коллективного решения.

## Проблема эффективности государственного вмешательства в экономику
В условиях рынка государство не в состоянии обеспечить эффективное распределение и использование общественных ресурсов. Причинами этого являются:
1. Государственное вмешательство в ценообразование может привести к возникновению дефицита и излишков.
2. Несовершенство политического процесса (практика лоббизма, логроллинга, поиск политической ренты и т.д.)
3. Правительство может принять ошибочные решения.
4. Государственное вмешательство, нарушающее рыночное равновесие или смягчающее эффект рыночных отношений, может привести к подрыву рыночных стимулов.
5. Неспособность государства точно предугадать и контролировать последствия принимаемых им решений.
6. Государственное вмешательство влечет потерю свободы выбора субъектов экономики в принятии решений.
7. Присутствие временных интервалов в политических процессах.

Сторонники общественного выбора исходят из того, что государственные методы регулирования не должны ущемлять рыночные механизмы, должны быть обоснованы в строго ограниченных пределах, направлены на корректировку провалов рынка.

## Модель бюрократии. Поиск политической ренты. Политико-экономический цикл
Бюрократия — неотъемлемая часть современного государства. Бюрократия не производит экономические блага и извлекает часть доходов из источников, не связанных с продажей результатов своей деятельности. Законодательные органы участвуют в формировании исполнительного аппарата, цель которого — выполнение функций государства и защита интересов граждан. Законодатели избираются гражданами.
Интересы бюрократии представляются в поиске политической ренты — деятельности, связанной с использованием политических институтов для получения или сохранения каких-либо экономических выгод.
Сторонники теории общественного выбора последовательно выступают за всемерное ограничение экономических функций государства. Условием эффективной борьбы с бюрократией они считают политико-экономический цикл, где основой является приватизация, содержанием — развитие «мягкой инфраструктуры», а конечной целью — создание институциональной экономики. Политико-экономические циклы могут быть двух видов: выборные, то есть связанные с выборами в органы власти; и поколенческие, где цикличность выражается через смену правящих поколений.

## Модель конкуренции групп давления за политическое влияние. Лоббизм. Логроллинг
В условиях представительской демократии качество и оперативность решений зависят от необходимой информации и стимулов, способствующих её преобразованию в политические решения. Группы интересов концентрируют свои усилия на формирование нужной им позиции органов власти. Лоббизм — это попытки влияния на представителей власти с целью принятия выгодного для ограниченной группы избирателей политического решения.
Существует четыре механизма, с помощью которых группы давления могут реализовать свои интересы:
снижение издержек на голосование и получение информации, особенно для тех избирателей, которые, вероятнее всего, их поддержат, стремление обеспечить информацией и политиков, так как имеют доступ к источникам информации, обеспечение финансовой и иной поддержки политиков, которые представляют их интересы
с помощью так называемого логроллинга — уступки политикам своих голосов, то есть через взаимную поддержку различных групп и партий. При выборе простым большинством голосов маленькая группа избирателей имеет значительный стимул для торговли своими голосами, чтобы реализовать собственные интересы.

## Модели взаимодействия политиков и избирателей. Общественный выбор при прямой и представительной демократии
Демократия означает народовластие. Выделяют прямую и представительную демократию.
В условиях прямой демократии институтом принятия решений становится голосование по принципу большинства (простое, квалифицированное и относительное большинство). Голосование по принципу большинства не всегда приводит к оптимальным для общества политическим решениям (парадокс голосования). В условиях прямой демократии формируется модель медианного избирателя — когда решения принимаются в соответствии с интересами срединного избирателя.
В представительной демократии граждане периодически избирают представителей в выборные органы власти. Общественный выбор осуществляется через определенные промежутки времени, ограничен кругом претендентов, каждый из которых формирует предложения в пакет программ. Депутаты специализируются на принятии решений по определенным вопросам.

## Теория заговора
Теория общественного выбора отчасти объясняет механизмы, изучаемые теорией заговоров (от англ. conspiracy theory, конспирологическая теория) — совокупностью гипотез и суммирования массивов фактов, объясняющих локальные и глобальные события или процессы, как результаты заговоров властвующих (формально и неформально) групп и элит, направленных на сознательное (долговременное и тотальное) управление теми или иными социально-экономическими процессами. Теорию заговора рассматривают как один из крайних вариантов теории элит, связанной с теорией общественного выбора.